# Владимир Танчев
Владимир Танчев е български и впоследствие австралийски футболист, нападател.

## Клубна кариера
Роден през 1929 г. През 1946 г. става част от отбора на Славия (София). Печели юношеското първенство на България с „белите“. През 1948 г. преминава в Бенковски (София).
На 8 януари 1949 г. емигрира в Югославия с желание да следва в Западна Европа. Последва обаче лагер за бежанци, а след това прехвърляне в Италия. От Италия се качва на параход за Австралия, където пристига през ноември. И в Австралия Танчев е в лагер за бежанци, като през март 1950 г. се установява в Сидни. Там заиграва за отбора на Апиа, който по това време е водещ в щата.
След един сезон става част от тима на Грета Нюкасъл, основан от имигранти от едноименния лагер. Клубът се състазава във футболната асоциация на щата Нов Южен Уелс. През първия си сезон вкарва 54 гола и се превръща в голямата звезда на Грета. Два пъти триумфира с Купата на щата.
След като отборът на Грета се разпада, играе половин сезон в Истлейс. От 1955 г. играе за тима на Прага (Сидни). Печели още една Купа на Нов Южен Уелс, като вкарва по 2 гола в двата финални мача. Престоят му в Прага обаче е белязан от контузии. След тежка травма на коляното през 1956 г. слага край на кариерата си.

## Национален отбор
Играе за сборния отбор на Северните окръзи на Австралия в един неофициален мач при турнето на отбора на Хонконг на „зеления континент“. Срещата се играе на 29 юли 1953 г. в градчето Сеснок. Танчев вкарва гол в срещата, завършила 2:2. Дълги години се смята, че Танчев е играл в този мач като част от националния отбор на Австралия, но нападателят получава австралийски паспорт едва през 1956 г.